# Fulton County (Georgia)
Fulton County is een county in de Amerikaanse staat Georgia.
De county heeft een landoppervlakte van 1.369 km² en telt 816.006 inwoners (volkstelling 2000). De hoofdplaats is Atlanta.

## Bevolkingsontwikkeling

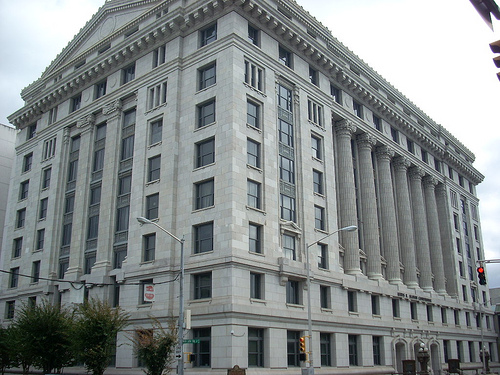
Fulton County Courthouse